# جان وب
جان وب (انگلیسی: John Webb؛ 1611 – ۲۴ اکتبر ۱۶۷۲) معمار و محقق اهل انگلستان بود. او شاگرد اینیگو جونز بود و در پاسخ والتر چارلتون، که استون‌هنج را بنایی دانمارکی می‌دانست، کتابی با عنوان «در دفاع از بازیابی استون‌هنج» نوشت.

## نگارخانه

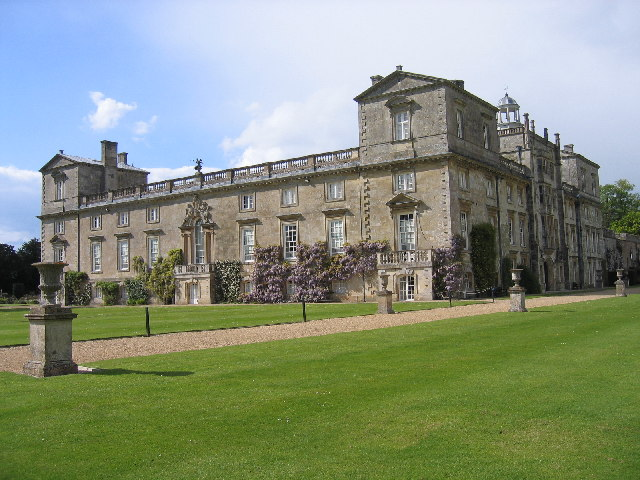
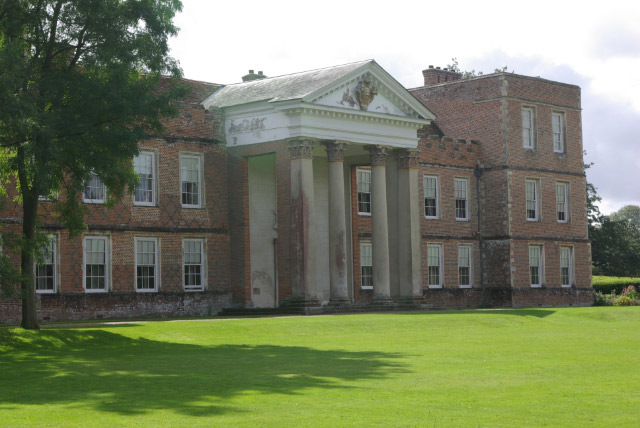
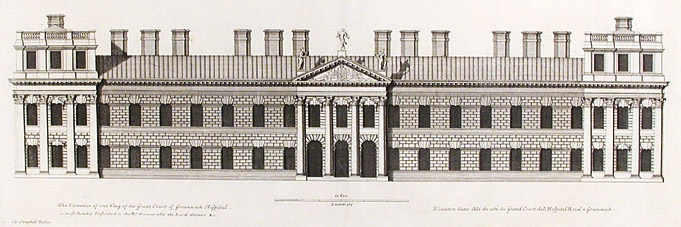